# 大越農子
大越 農子（おおこし あつこ、1969年12月6日 - ）は、日本の政治家、元漫画家、イラストレーター。自由民主党所属の北海道議会議員（3期）。漫画家時代のペンネームは小阪かおる。

## 経歴
1969年、北海道札幌市生まれ。1988年、札幌北高校を卒業。名古屋大学在学中の1991年講談社Kiss新人漫画賞に入賞し、小阪かおるのペンネームで漫画家としてデビューする。
1992年、名古屋大学法学部法学科卒業、東芝に入社。東芝では通信事業部外注担当として、バイヤーを務めた。1997年に退社して独立し、専業漫画家、イラストレーターとして活動。
2009年、政治家秘書を志して、一橋大学国際・公共政策大学院に進学。大学院在学中の2010年から2年間長谷川岳参議院議員秘書を務めた。
2011年、一橋大学大学院国際・公共政策教育部を修了。大学院の同級生には元参議院議員の安井美沙子がいる。
2012年12月、第46回衆議院議員総選挙に比例北海道ブロックから自由民主党名簿15位で出馬するも落選。イセ食品株式会社を経て、2013年昭和女子大学ビジネス研究所研究員。2014年株式会社エコ・サーブ営業課長。
2015年4月、高橋はるみ北海道知事の勧めなどを受け、北海道議会議員選挙に豊平区から出馬し初当選。北海道議会自由民主党道民会議政策審議副委員長、自由民主党道連IT特命担当委員会副委員長、総務会常任総務等に就任。
2019年の道議選では豊平区選挙区から立候補し無投票で再選。2023年の道議選では豊平区選挙区（定数3）から立候補し3位で3選。

## 人物
2018年、札幌地方隊友会より感謝状を授与。この間、札幌大学で教鞭をとるなどした他、札幌赤レンガライオンズクラブ事業委員会副委員長、地下鉄東豊線建設促進期成会連合会顧問、ストップ！子宮頸がんの会幹事長等も務める。
大の猫好きで、かつて実家で飼っていた猫をモデルにした「あつにゃん」をマスコットキャラクターに使用している。公式HPにあつにゃんを主役にしたマンガを掲載。道政報告会などに着ぐるみのあつにゃんが現れることもある。
食品ロス削減、いじめ問題などの女性の視点を活かした政策の推進を公約に掲げている。2023年2月の北海道議会本会議で「生理の貧困」問題を取り上げ、北海道教育長から北海道立学校全256校の女子トイレに生理用品を設置する旨の答弁を引き出す。2022年12月には北海道自民党・保守系女性議員連絡協議会（通称すずらんの会）の会長に就任。

### 世界平和統一家庭連合との関係
旧統一教会問題に関して共同通信社が行ったアンケートに対し、世界平和統一家庭連合（旧統一教会）の関連団体の会合に出席し、挨拶や講演をしたこと、関連団体に会費を支出したことを認めた。現在は関係は続いていないと回答している。

## 発言

### 令和4年第2回定例会

#### 経済安全保障
国において生活の基盤となる基礎的な資源の安定確保に向けた一層の取り組みが必要とした上で、「風力といった自然エネルギー賦存量が豊富であり、食料自給率が高いといった特性を有する北海道は、我が国の経済安全保障に大きく貢献できる可能性があり、こうしたことを国全体で再認識し、経済安全保障の観点から、本道に重点的な政策資源の投入を進めていく必要がある」と語っている。

#### 温暖化防止対策
ゼロカーボン北海道の推進に向けて、国が支援する脱炭素先行地域の第１回選定で道内３件が採択されたことに触れ、「48％削減という目標達成に向け、脱炭素先行地域として採択された市や町の取組を全道に波及させていく必要があります。」と訴えている。

#### 地震対策
日本海溝・千島海溝沿いの地震対策について被害想定を踏まえた対策が必要であるとし、避難タワーや避難道路の整備について「対策事業費自体が大きく、財政規模の小さな市町村にとっては、地元負担の大きさが、引き続き、対策実施の大きなハードルとなることが明らか」と指摘し、北海道に市町村による取組をどのように支援していくのかと問いただした。

### 令和4年第4回定例会

#### 気候変動問題
北海道が進める温室効果ガスを2030年度までに48％、2050年までに実質ゼロを目指す「ゼロカーボン北海道」について質問を行った。第2回定例会の代表質問の際に、知事が北海道所有の施設全体の照明のLED化の検討を行うとしたことについて、「照明のLED化は、特に電気料金の削減にも効果があることから、全道的な脱炭素化の取組のインセンティブになると考えており、道の事務・事業に関する実行計画の目標年次である2030年度に向けて、着実に取り組むことが必要であります。」と肯定的な意見を述べ、今後、LED化が進んだ場合の電気料金並びに二酸化炭素削減効果をどのように見込んでいるのか質問を行った。

#### 大雪対策
札幌圏が大雪に見舞われることに触れ、北海道が検証チームを設置し、様々な課題を抽出しているとした上で、「次の冬までに、仮に２月のような大雪となった場合にも、道民の暮らしや企業活動はもとより、道外との円滑な人流や物流を支える公共交通をしっかりと確保できるよう、総合的な対応体制を整える必要があるとして、道の対応をただしたところでありますが、具体的な成果や課題を伺うとともに、この冬に向け、どのように対応するのか、伺います。」と質問をしている。

#### 高病原性鳥インフルエンザ対策
16道県において26事例の発生していることに触れ、全国的な状況を踏まえると、今後同時多発的に発生する可能性があることを指摘し、今後北海道としてはどのような対応を取るのかと質問している。

#### 女性人口の道外流出
北海道では女性の転出超過が男性を上回っている状況があり、このことについて「本道において、女性が社会生活を営む上で、仕事の受皿が不足していたり、何らかの住みにくさを感じているなど、本道の社会構造に深刻な問題を抱えていることの証左である」と指摘している。この女性の転出超過の理由と対策について質問を行った。

#### 女性の就業支援
北海道内の女性管理職の割合が北海道の調査では全国に比べて低く推移していることを踏まえ、「本道企業が生み出す物やサービスが多様性に欠け、企業の競争力の低下につながりかねないばかりか、女性職員のキャリアパスが道内企業に不足していると評価されることから、女性の道外への人材流出にも大きく影響してくるものと考えます。」と指摘している。その上で実効性のある対策を講じる必要があると知事に質問した。

#### 少子化対策
北海道の出生率が全国的にみても東京、宮城に次ぐ低い水準に留まっていることを指摘し、「子育てのしやすい環境づくり、子育てをしながら働ける環境づくりがますます重要」と訴えている。

## 不祥事

### 交通事故
2022年9月9日、札幌市内の国道36号線交差点内で、大越が運転する車が突然、車線変更し、後方の車と衝突する交通事故を起こした。被害者の女性と同乗の小学生に怪我はなかった。
被害者との会話で自身の非を否定したことにより非難を浴びることとなり、「私自身も冷静さを欠いていた。大変申し訳ないという気持ちだ」と反省を述べた。

## 単行本
すべて小阪かおる名義
- 『社内恋愛の歩き方』（全2巻）講談社コミックスKiss 1998
- 『恋愛の美子ちゃん』（全3巻）講談社コミックスKiss 1999
- 『恋する課長南咲子』（全4巻）講談社コミックスKiss 2000-2001
- 『OL弁護士桜珠子』（全1巻）講談社コミックスKiss  2004
- 『子ぎつねヘレン』 (エンジェルワークス) SDP 2006